# Bananes
Bananes är en ort i Mauritius.   Den ligger i distriktet Grand Port, i den sydvästra delen av landet, 23 km söder om huvudstaden Port Louis. Bananes ligger 402 meter över havet och antalet invånare är 652. Den ligger på ön Mauritius.
Terrängen runt Bananes är platt åt nordväst, men åt sydost är den kuperad. Runt Bananes är det ganska tätbefolkat, med 104 invånare per kvadratkilometer. Närmaste större samhälle är Beau Bassin, 19,6 km nordväst om Bananes. I omgivningarna runt Bananes växer i huvudsak städsegrön lövskog.